# ワタナベエンターテインメント
株式会社ワタナベエンターテインメント（英: Watanabe Entertainment Co., Ltd.）は、日本の芸能事務所。
2000年10月24日、渡辺プロダクションの組織改編により、芸能プロダクション部門を分社化して設立。代表は渡辺ミキ（渡辺プロダクション代表取締役会長も兼任）。

## 概要
渡辺プロダクション創立時のベンチャースピリットを継承しながらも、メディアの多様化する21世紀のエンターテインメントに既成の枠を超えて臨むべく、渡辺プロダクションの芸能プロダクション部門を分社化して設立された。
まだ渡辺プロダクション（ナベプロ）であった頃、邦盤の制作・流通はレコード会社が一手に引き受けていた中、自社の資金で植木等「スーダラ節」を制作。これは芸能プロが制作した原盤第1号となり、その後のレコード業界の改革へと繋がり日本の知財ビジネスを発展させた。他にも、テレビ番組や映画を自社で制作し、レコードの原盤制作収入だけでなく、番組制作費、興行収入が入ってくるようにし、戦後の新しい芸能ビジネスのスタイルを作った。
井澤健、池田道彦、大里洋吉、諸岡義明、尾木徹らの著名芸能プロダクションの社長や、中井猛、木崎賢治もかつてナベプロやその系列のプロダクションの社員だった。
2004年には、第1回D-BOYSオーディションを開催。当時、男性グループといえばジャニーズの勢力が強かった中、ジャンル違いの“俳優集団”とはいえ、所謂若いイケメンを一つの枠でくくって売り出す先駆けとなった。城田優、和田正人が初期メンバーとして所属、その後も定期的に様々なオーディションを開催し、瀬戸康史、堀井新太、山田裕貴らを発掘した。現在、若手俳優の登竜門となっているミュージカル「テニスの王子様」には、第一期の主人公越前リョーマ役、初代柳浩太郎、2代目遠藤雄弥を皮切りに、初期より多数のメンバーが出演。また、特撮番組などへの出演経験者も多い。

## 沿革
2000年

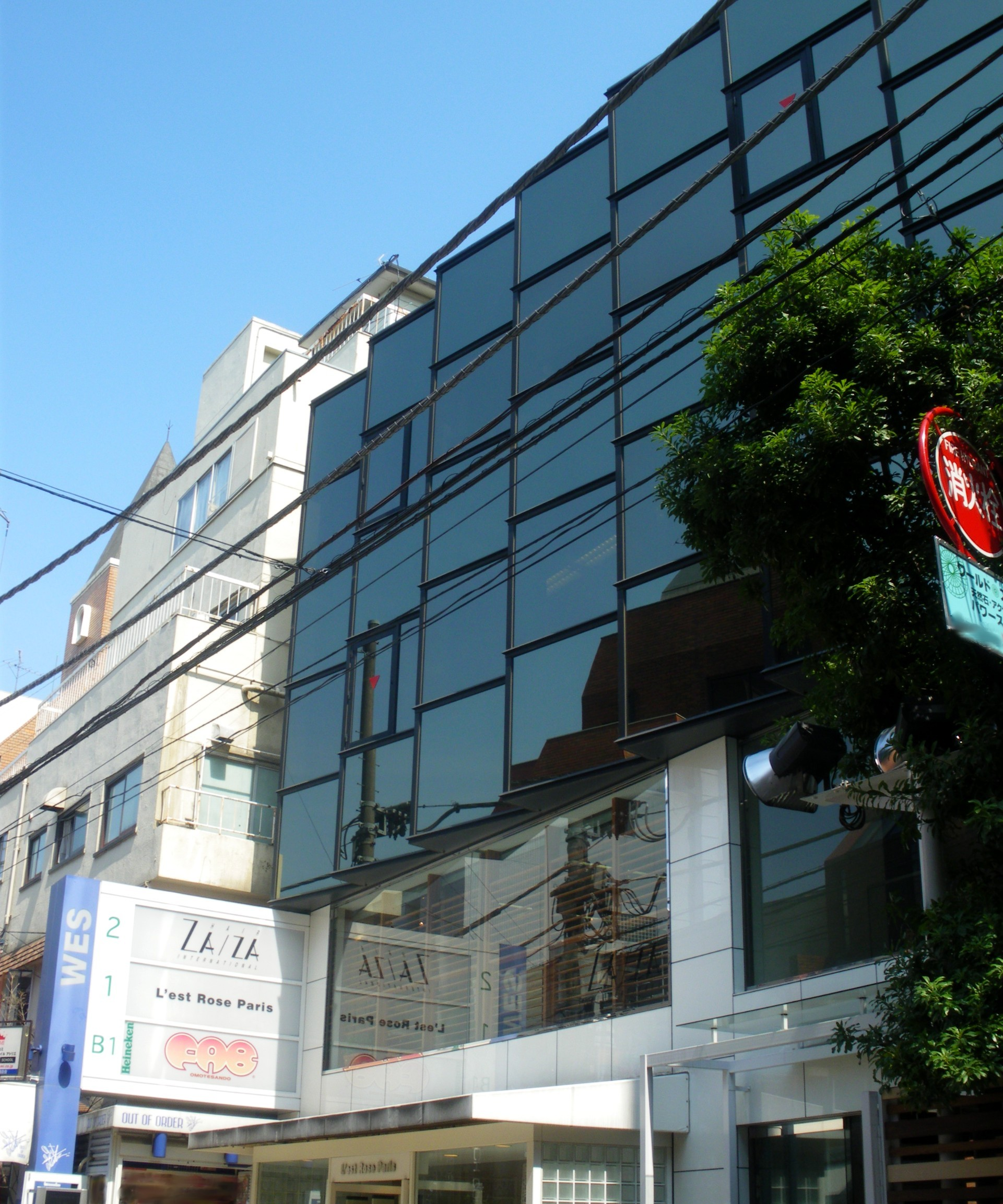
表参道時代の本社ビル（WESビル）

- 10月24日 - 渡辺プロダクションからマネージメント部門を分離させ株式会社ワタナベエンターテインメントを設立。

2001年
- 6月1日 - ライブハウスFAB.をオープン
- 10月20日 - 初の制作映画となる「Platonic Sex」を公開。原作は所属タレントであった飯島愛の同タイトルの自伝であり、ダブルミリオンセラーを記録するなど社会現象を巻き起こした。

2002年
- 8月2日 - ビスケット・エンターティメント、ワタナベ・デジタル・メディア・コミュニケーションズと会社統合（後者は後に再分社）。

2004年
- 4月1日 - “100人いたら 100通りの「プロデュース」”をモットーとした、新人の発掘・育成機関「ワタナベエンターテイメントカレッジ」を設立。その他、後記の育成部門をワタナベエデュケーショングループとして開校。
- 7月27日 - 第1回D-BOYSオーディションを開催。
- 10月1日 - ワタナベコメディスクール、ワタナベエンターテイメントスクールを開校。

2006年
- 3月2日 - 「プロデューサー賞 渡辺晋賞」を設立。
- 5月3日 - タイタン、プロダクション人力舎、サンミュージック、マセキ芸能社、太田プロダクション、レントラックジャパンの7社アライアンスで、お笑いDVD制作会社「株式会社Contents League」設立。
- 5月26日〜27日 - 渡辺プロダクション50周年記念事業の一環として、フジテレビ系列2夜連続スペシャルドラマ「ザ・ヒットパレード〜芸能界を変えた男・渡辺晋物語〜」が制作される。

2007年
- 7月23日 - 地方発のエンターテインメント目指し、先代渡邊晋社長生誕の地である福岡に「九州事業本部」開設。

2010年
- 8月1日 - ライブハウスFAB.をリニューアルし、ライブスペース「Omotesando GROUND」オープン。

2012年
- 2月1日 - 「関西から日本を元気に！」をキャッチフレーズに関西事業本部を開設。関西版D-BOYSの立ち位置として、関西を拠点に活動する劇団プロジェクト「劇団Patch」を立ち上げる。
- 10月1日 - ワタナベエンターテインメントスクール福岡校開校。

2014年
- 11月1日 - 名古屋事業本部を発足。

2015年
- 4月1日 - 渡辺高等学院を開校。

2016年
- 4月1日 - 渡辺高等学院／ワタナベエンターテイメントスクール名古屋校を開校。

2018年
- 4月1日 - ドラマ制作部門を発足。

2019年
- 4月1日 - 渡辺ミュージカル芸術学院、渡辺大阪芸術学院／渡辺高等学院大阪校を開校。

2023年
- 8月28日 - 表参道から原宿に社屋移転。

## 主な製作参加番組

### フジテレビ系列番組

#### 2024年11月現在放送されている番組
- クイズ・ドレミファドン!（1976年〜[注釈 3]）
  - 「家族対抗ドレミファ大賞」をマイナーチェンジする形でスタートしたクイズ番組兼音楽番組。司会は高島忠夫ほか。レギュラー版は1988年で終了となったが、その後も同社所属タレントの中山秀征らの司会によるスペシャル番組として継続され、2024年現在は年3回程度放送されている。
- ネプリーグ（2003年〜、 ※制作協力扱い）
  - 芸能人や各界著名人5〜7人1チーム[注釈 4]2〜3組がクイズアトラクション等に挑戦するバラエティ番組で、同社所属のお笑いトリオ・ネプチューンの冠番組（ネプチューンは解答者のみでの参加で、番組の進行はフジテレビアナウンサー（伊藤利尋→佐野瑞樹→伊藤利尋）が生ナレーションで行う）。また同社所属のタレントで予備校講師の林修・村瀬哲史が解答者や問題解説者（村瀬はボーナスステージの商品プレゼンターも兼ねている）としてレギュラー扱いで出演している。
- 芸能界特技王決定戦 TEPPEN（2010年〜）
  - 年2 - 3回程度放送のスペシャル番組で、「新春かくし芸大会」の事実上の後継番組。共通の趣味・特技を持つ数名の芸能人が、ピアノや100m走、剣道など各競技のナンバーワン（TEPPEN）を争う。総合MCはネプチューン。
- なりゆき街道旅（2018年4月1日〜）
  - 全国各地にある街道を訪れ、周辺をなりゆき任せで散策する全編ロケーション形式の旅行バラエティ番組で、2023年4月から同社所属のお笑いトリオ・ハナコが2代目MCを務めている[注釈 5]。また同社所属の平野ノラ、ロッチ、坪倉由幸（我が家）や同社所属ではない山下健二郎（三代目 J SOUL BROTHERS）、河合郁人が準レギュラー扱いで出演(いずれも不定期出演)している。
番組開始から2023年3月までは同社所属のお笑いコンビ・ハライチの澤部佑がMCを務めた[注釈 6]。また2024年9月までは同社所属の若手お笑いタレントのうち毎月替わりで1組[注釈 7]が番組内のミニコーナー「なり調」に出演していた。

#### 過去放送していた番組
- 新春かくし芸大会（1964年〜2010年）
  - 「新春ポピュラー歌手かくし芸大会」として始まった第1回より47回まで製作を担当。尚、最初期にはすぎやまこういちも担当していた。
- ザ・ヒットパレード（1959年〜1970年）
  - 当時フジテレビの社員であったすぎやまこういちがディレクションを手がけた。初代司会は、所属タレントだったミッキー・カーチス。レギュラーとして売り出し中のザ・ピーナッツが出演。フジテレビとの強固な関係を築く土台となった。その後も長沢純、布施明と司会者にはナベプロ専属タレントが当り、まさにナベプロを代表するテレビ番組であった。
- （世界タレントスカウト）君こそスターだ!（1973年10月〜1980年3月）
  - タレントスカウト番組で、第1回グランドチャンピオンの林寛子を皮切りに、かおりくみこ（アニソン歌手）・石川ひとみ・高田みづえ・新田純一などを輩出した。司会は三波伸介→笑福亭鶴光→おりも政夫。
- クイズ!家族ドレミファ大賞（1976年4月〜9月）
  - 後述の『ドレミファドン!』の母体となったクイズ番組兼音楽番組で、『ドレミファドン』がペアで参加するのに対し、こちらは家族3名で参加する。司会は柏村武昭と水沢アキ。
- 上岡龍太郎のもう（→上岡龍太郎には）ダマされないぞ!（1990年2月〜1996年10月）
  - 上岡龍太郎司会の情報トーク番組。『ドレミファドン』以来久々の1年以上の放送となる。
- ウチくる!?（1999年4月〜2018年3月）
  - ゲストである各界著名人の出身地や縁の地を練り歩く全編ロケーション形式のトークバラエティ番組。司会は、同社所属タレントの中山秀征と飯島愛、久保純子、中川翔子が務めていた（久保は同社所属タレントではなかった）。
- 林修のニッポンドリル（2018年4月25日〜2023年9月、 ※制作協力扱い[注釈 8]）
  - 日本の文化や歴史、日本語に関する知識・雑学をクイズ形式で紹介する情報バラエティ番組で、林修の冠番組。
- 伊沢vsインテリ芸能人の勉強してきました!（2024年3月16日、関東ローカル[注釈 9]）
  - MCで同社所属タレントの伊沢拓司を含む芸能人5名が、番組側で提示したテーマについて事前に勉強や専門家等への取材を行い、スタジオにてゲストパネラーにプレゼンテーションする教養バラエティ番組。

### その他の主な系列番組

#### 2024年3月現在放送されている番組
- 日曜日の初耳学[注釈 10]（2015年4月〜、TBS系[注釈 11]）
  - 各界著名人へのインタビューや最新流行等をメインテーマにした情報バラエティ[注釈 12]番組で、MCを林修と同社所属ではない大政絢（女優・モデル）が務めている。レギュラーパネリストとしてハライチの澤部佑が出演している。また番組初回から2019年1月まではエンディングテーマに同社所属の女性ボーカルグループ・Little Glee Monsterのシングル曲が使用されていた。
- 林先生が世の中のギモンを徹底解説　よくわかる！なっとく授業（2017年8月～、BS朝日）
  - あらゆる分野に精通する林修が、世の中のギモンを徹底解説する番組。年１回程度の放送。
- ポツンと一軒家（2018年10月〜、テレビ朝日系[注釈 13] ※制作協力扱い）
  - 人里離れた場所に住居を構える住民の生活ぶりなどを紹介するドキュメントバラエティ番組。林修がレギュラーパネリストとして出演している（MCは同社所属ではない所ジョージが務めている）。
- 負けるな!熱血ハナコのお笑い部（2022年4月〜、テレビ埼玉[注釈 14] ※制作協力扱い）
  - ハナコを中心に、同社所属の若手お笑い芸人数組が大喜利やロケ等さまざまな企画に挑むお笑いバラエティ番組。

#### 過去に放送していた番組
- シャボン玉ホリデー（1961〜1972年、日本テレビ系）
  - ハナ肇とクレージーキャッツ、ザ・ピーナッツの2枚看板が大活躍したバラエティ番組。最後にはジャッキー吉川とブルーコメッツもレギュラーとなる。
- 8時だョ!全員集合（1969年〜1971年・1971年〜1985年、TBS系）
  - ザ・ドリフターズが大活躍し、放送当時の子供達を中心に絶大な人気を博したバラエティ番組。公開生放送。
- 8時だョ!出発進行（1971年、TBS系）
  - 「8時だョ!全員集合」の第1期が終了後、同番組の第2期までの間につなぎ番組として放送されたハナ肇とクレージーキャッツがメインのバラエティ番組。
- 日曜日だョ!ドリフターズ!!（1971年、日本テレビ系）
  - 「8時だョ!全員集合」の第1期終了後に始まったザ・ドリフターズがメインのバラエティ番組。番組フォーマットは「全員集合」と似ていた。
- スター・オン・ステージ あなたならOK（1973年、NETテレビ（現・テレビ朝日）系）
  - 同番組の司会はかくし芸の司会者でもある高橋圭三。
- ビッグスペシャル（1973年〜1974年）、NETテレビ系）
  - ナベプロ芸能人が出演するバラエティ系単発特別番組枠。先述の『あなたならOK』も前期にワンコーナーとして放送した。
- ビッグワイド60分（1974年〜1975年、NETテレビ系）
  - 『ビッグスペシャル』をリニューアル。レギュラーは土居まさる、桂三枝（現：六代目文枝。ナベプロ所属ではない）ほか。
- ちびっこものまね紅白歌合戦（1974年〜1984年、NETテレビ系→テレビ朝日系）
  - 『ビッグスペシャル』の一企画から発展した特別番組で、一般児童が男女に分かれて『NHK紅白歌合戦』形式で歌真似を披露する。1974は『ビッグスペシャル』版と年末版、1975年は夏と年末の年2回放送で、いずれも『ビッグスペシャル』を放送したNET月曜20時枠（ナベプロ枠）を拡大するかたちで放送だったが、1976年からは『水曜スペシャル』設置に伴い、同枠で春・夏を放送、冬は引き続き月曜で放送、その後1978年に春を廃止、1979年には夏も廃止し、同時に冬を『水曜スペシャル』で放送する様に変更。司会は玉置宏（初期は土居まさる）。
- ドカンと一発60分!（1975年〜1976年、NETテレビ系）
  - 前期は『ビッグワイド』同様の公開バラエティ番組だったが、後期はスタジオ収録、それもスタジオ内の光景を見せる形式に変更された。この後期からは「電線音頭」が誕生した。レギュラーは土居まさる、桂三枝、伊東四朗（伊東はナベプロ所属ではない）、小松政夫、キャロライン洋子ほか
- みごろ!たべごろ!笑いごろ!（1976〜1978年、NETテレビ系→テレビ朝日系）
  - 「あなたならOK」以来続くテレビ朝日系ナベプロ枠(月曜20時)の一つで、その中でも最大のヒット番組となった。レギュラーは加山雄三、伊東四朗、小松政夫、キャンディーズほか。「電線音頭」・「シラケ鳥」などのギャグが流行する。1978年からは『みごろ!ゴロゴロ!大放送』にリニューアルするが、1979年3月を以て終了、『あなたならOK』以来6年続いたテレビ朝日ナベプロ枠は廃止された（『ちびっこものまね』冬大会の枠移動もそのため）。
- debuya（2000年10月〜2003年9月、テレビ東京系）
  - 肥満者の地位向上等を目標に様々な企画を行うバラエティ番組。司会は石塚英彦とパパイヤ鈴木（パパイヤは本事務所所属ではない）。
- 元祖!でぶや（2003年10月〜2008年3月、テレビ東京系）
  - 「debuya」の改題・リニューアル版で、グルメをテーマにしたロケバラエティ番組。司会は「debuya」に続き石塚英彦とパパイヤ鈴木。
- 林先生のなるほど!社会見聞録（2019・2020年2月、テレビ朝日系）
  - ゲストパネラー3〜4名が毎回定められたテーマ（主に農業関係[注釈 15]）について取材し報告。それを基に林がスタジオで詳しく解説を行う教養バラエティ番組で林修の冠番組。年1回程度の放送で「サンデープレゼント」枠[注釈 16]にて放送。

## 50周年イベント
2005年12月23日より2006年1月15日まで、東京都千代田区にある丸ビルで、「渡辺プロダクション創立50周年企画 「抱えきれない夢」 日本のエンターテインメントの50年」が開催された。会場では、過去のタレントを中心に、現在所属のタレントの資料も一部展示されていた。その後、2006年8月9日より9月4日まで長野県諏訪市のまるみつ百貨店で、また同年12月より2007年1月4日まで石川県金沢市のめいてつ・エムザでも開催された。同年8月16日より8月28日まで東京都渋谷区の東急百貨店本店で開催された。

## ワタナベお笑いNo.1決定戦
2016年からは、ワタナベ所属のお笑いタレントを対象とした大会『ワタナベお笑いNo.1決定戦』が行われている。「AbemaTV presents」として行われ、Abema TVで生中継も行われる。優勝者には賞金（100万円（2016年）→ 200万円（2017年）→ 300万円（2018年・2019年）→ 100万円（2020年） と変遷）とAbema TVの冠特番出演権が贈られる。審査は審査員票、客席票、インターネット票を総合して行われる。2021年大会ではフリーやアマチュアの学生芸人もエントリー可能となった。この大会の各回決勝戦の詳細は以下の通り。
2016年
- 会場 - 渋谷区文化総合センター大和田 伝承ホール
- MC - ふかわりょう、中川翔子決勝進出者
- あばれる君
- 厚切りジェイソン
- クマムシ
- 超新塾
- いつもここから
- 夜ふかしの会
- しんのすけとシャン
- ブルーリバー
- 笑撃戦隊
- ハナコ
- アントワネット
- ゴールデンエイジ
- おほしんたろう
- 丸山礼
- ロッチ（シード枠）
- 我が家（シード枠）最終決戦進出者
- あばれる君
- ブルーリバー
- 笑撃戦隊
- しんのすけとシャン優勝者 『笑撃戦隊』

2017年
- 会場 - 新宿明治安田生命ホール
- MC - FISHBOY、大家志津香（AKB48）
- 決勝進出者 - 我が家、プリンセス金魚、サンシャイン池崎、Aマッソ、アンガールズ、笑撃戦隊、あばれる君、バッドナイス、ロッチ、ゴールデンエイジ、アントワネット、ブルゾンちえみ
- 最終決戦進出者 - サンシャイン池崎、笑撃戦隊、ロッチ
- 優勝者 - ロッチ

2018年
- 会場 - 渋谷区文化総合センター大和田 さくらホール
- MC - ふかわりょう、宮島咲良
- 決勝進出者 - サンシャイン池崎、あばれる君、超新塾、まんぷくフーフー、ブルゾンちえみ with B、ロッチ、Aマッソ、土佐兄弟、平野ノラ、ハライチ、笑撃戦隊、四千頭身、アンガールズ、フォーリンラブ、ハナコ、九州DOGs
- 最終決戦進出者 - サンシャイン池崎、土佐兄弟、四千頭身、ハナコ
- 優勝者 - ハナコ

2019年
- 会場 - 渋谷区文化総合センター大和田 さくらホール
- MC - ふかわりょう、平野ノラ
- 決勝進出者 - サンシャイン池崎、ハライチ、ブルゾンちえみ with B、キラキラ関係、土佐兄弟、Aマッソ、ゼスト、Gパンパンダ、アンガールズ、ロッチ、ハナコ、超新塾
- 最終決戦進出者 - ハライチ、Aマッソ、ハナコ
- 優勝者 - ハナコ

2020年
- 会場 - 渋谷区文化総合センター大和田 さくらホール
- MC - ふかわりょう、柏木由紀（AKB48）
- 決勝進出者 - サンシャイン池崎、我が家、新作のハーモニカ、Gパンパンダ、Aマッソ、リンダカラー、ロビンソンズ、土佐兄弟、はなしょー、ゴリゴリ、ロングロング、四千頭身
- 最終決戦進出者 - Gパンパンダ、Aマッソ、はなしょー
- エキシビション出演 - ハナコ
- 優勝者 - はなしょー

2021年
- 会場 - 渋谷区文化総合センター大和田 さくらホール
- MC - ハライチ、西澤由夏（ABEMAアナウンサー）
- 審査員 - ふかわりょう、田中卓志（アンガールズ）、加地倫三（テレビ朝日）、佐久間宣行（テレビ東京）、小松純也
- 決勝進出者 - 新作のハーモニカ、Gパンパンダ、ゼンモンキー、リンダカラー、金の国、土佐兄弟、ファイヤーサンダー、Aマッソ、四千頭身、アントワネット
- 最終決戦進出者 - ゼンモンキー、ファイヤーサンダー、四千頭身
- 優勝者 - ゼンモンキー

2022年
- 会場 - 渋谷区文化総合センター大和田 さくらホール
- MC - ハライチ、中村仁美
- 審査員 - ふかわりょう、加地倫三（テレビ朝日）、佐久間宣行、小松純也
- 決勝進出者 - ゼンモンキー、ニュートンズ、Gパンパンダ、四千頭身、金の国、新作のハーモニカ、ファイヤーサンダー、こたけ正義感、ちゃんぴおんず、チュランペット、ラパルフェ、山脇セブンティーン
- 最終決戦進出者 - ニュートンズ、こたけ正義感、チュランペット
- 優勝者 - チュランペット

2023年
- 会場 - イイノホール
- MC - ハライチ、森香澄
- 審査員 - ふかわりょう、加地倫三（テレビ朝日）、佐久間宣行、小松純也、橋本和明
- 決勝進出者 - Aマッソ、ファイヤーサンダー、江戸マリー、Gパンパンダ、ゼンモンキー、ちゃんぴおんず、こたけ正義感、えびしゃ、金の国、土佐兄弟、四千頭身、豆鉄砲
- 最終決戦進出者 - Aマッソ、ゼンモンキー、豆鉄砲
- 優勝者 - 豆鉄砲

2024年
- 会場 - イイノホール
- MC - ハライチ、笹崎里菜
- 審査員 - ふかわりょう、加地倫三（テレビ朝日）、佐久間宣行、小松純也、田中卓志（アンガールズ）
- 特別ゲスト - 山田裕貴
- 決勝進出者 - ちゃんぴおんず、ナチョス。、ファイヤーサンダー、リバーマン、Gパンパンダ、Aマッソ、ゼンモンキー、チュランペット、ジグロポッカ、江戸川ジャンクジャンク
- エキシビション出演 - 鯖のTシャツ、ハライチ
- 最終決戦進出者 - Aマッソ、ゼンモンキー、ナチョス。、ファイヤーサンダー、ジグロポッカ
- 優勝者 - Aマッソ

2025年
- 会場 - イイノホール
- MC - ハライチ、イモトアヤコ
- 審査員 - ふかわりょう、日置祐貴（日本テレビ）、橋本和明 (演出家)、立川志らく、田中卓志（アンガールズ）
- 決勝進出者 - 金の国、豆鉄砲、フタリシズカ、ファイヤーサンダー、ラパルフェ、アリオス、ナチョス。、リバーマン、四千頭身、江戸川ジャンクジャンク
- エキシビション出演 - ハナコ、ハライチ
- 最終決戦進出者 - 四千頭身、ラパルフェ、リバーマン、金の国、フタリシズカ
- 優勝者 - 金の国

## グループ会社
- 渡辺プロダクション
- ワタナベエデュケーショングループ
  - ワタナベエンターテイメントカレッジ、ワタナベコメディスクール、ワタナベエンターテイメントスクール（東京校、福岡校、名古屋校）、渡辺高等学院（東京校、名古屋校、大阪校）、渡辺ミュージカル芸術学院、渡辺大阪芸術学院

- 株式会社マニア・マニア
  - 設立当初はTRICERATOPSと鈴里真帆らのマネジメント会社。ワタナベエデュケーショングループの経営、建物管理に転換後、新たに系列マネジメント会社としてTRINITY ARTISTが設立され、TRICERATOPSが所属。

- ビスケット・エンターティメント株式会社
  - アーティストの発掘育成・マネージメント、ラジオ、テレビ番組、映画、イベント等のコンテンツ制作

- 株式会社OF COURSE
  - オールジャンルのマルチな才能をサポートするエージェント業務

- 株式会社吉田正樹事務所
  - 各種エンターテインメントコンテンツの企画制作、コンサルティング・アドバイザー業務、プロデュース・マネージメント・執筆・講演の請負等

- 株式会社コンテンツリーグ
  - DVD、CDなどの制作、製造及び販売、演劇、音楽、映画及びテレビ、ラジオ番組の企画、制作、インターネットによる音楽、動画、映像の配信に伴う企画、制作販売、管理業務